# Эвениус, Александр Егорович
Александр Егорович Эвениус (нем. Alexander August Evenius; 19 (30) июня 1795 — 9 (21) февраля 1872) — русский офтальмолог-хирург, первый директор московской Градской больницы, тайный советник.

## Биография
Родился 19 (30) июня 1795 года в Нижнем Новгороде, в семье учредителя первой нижегородской аптеки Георга Гейнриха Христиана Людвига Эвениуса (?—1830), приехавшего из Германии в Россию в начале 1780-х годов.
Первоначальное образование Эвениус получил дома. В 1811 году поступил медицинский факультет Московского университета и уже через несколько месяцев представил сочинение на заданную тему: «De palmipedis et pinnipedis», получив за него на торжественном акте 12 февраля 1812 года серебряную медаль. Из-за начавшейся войны уехал домой в Нижний Новгород и прожил там до начала 1813 года. Вернувшись в Москву и выдержав экзамен на второй курс, он продолжил занятия в качестве вольнослушателя; 18 августа 1814 года он, по экзамену, получил степень кандидата медицины и хирургии; был оставлен для практических занятий при Мариинской больнице, где под руководством главного доктора X. Ф. Оппеля работал более года; 1 июля 1815 года был признан лекарем 1-го класса.
С декабря 1815 года служил в Тираспольском конно-егерском полку. Вернувшись через два года в Москву, 6 июля 1818 года за докторскую диссертацию «Scrophularum natura et medela» получил звание доктора медицины.
Для продолжения медицинского образования он отправился за границу: с октября 1819 года по апрель 1821 года он слушал лекции в Берлинском университете; посетил почти все университетские города Германии, Швейцарии и Голландии; был во Франкфурте, Майнце и Париже, где усердно работал в клиниках и госпиталях; в начале 1822 года он знакомился в Лондоне с устройством медицинских учреждений. Таким образом, объездив почти всю Европу и тщательно изучив постановку медицинского дела в лучших заграничных госпиталях, он в мае 1822 года вернулся в Москву, где 15 февраля 1823 года был назначен адъюнктом медицинского факультета Московского университета для преподавания офтальмологии. Кроме того, с 1825 года он преподавал науку о хирургических перевязках и вёл практические занятия по наложении повязок. Также в 1825 году он был избран на трёхлетие секретарём медицинского факультета. С 1826 года Эвениус принимал участие — сначала в качестве члена, а потом в звании консультанта в работах совета Московской глазной больницы; помогал директору лечебницы в ведении больничного дела, принимая до двух тысяч больных в год. В 1830 году он был командирован в Саратов, Аткарск и Нижний Новгород для борьбы с холерой.
В марте 1828 года А. Е. Эвениус был утверждён в звании экстраординарного профессора; с августа 1836 года он — ординарный профессор; читал «окулистику и десмургию». В 1833 году он был назначен главным врачом во вновь открытую Градскую больницу, где работал не оставляя преподавания в университете, в котором в 1842—1846 годах был деканом медицинского факультета. В 1846 году уволен с пенсией от службы в Московском университете.
В 1835 году ему Высочайше был пожалован бриллиантовый перстень, в 1839 году — орден Св. Станислава 2-й степени; в 1841 году получил знак императорской короны к этому ордену; в 1844 году — орден Св. Анны 2-й степени; в 1846 году ему была пожалована императорская корона к ордену.
Будучи членом «Общества московских практических врачей», он в 1846—1850 годах редактировал издание общества — «Московский врачебный журнал», в котором поместил целый ряд своих практических наблюдений. В 1848 году он был избран председателем физико-медицинского общества при Московском университете и занимал эту должность в течение почти 20 лет.
Заслуги А. Е. Эвениуса 3 апреля 1849 года были отмечены пожалованием ему звания почетного гоф-медика двора и пожалованием в том же году шведского ордена Полярной звезды за помощь шведским врачам Грессу и Лилиенвальшу, командированным в Россию для изучения холеры и методов лечения её в России.
Был произведён 18 апреля 1850 года в чин действительного статского советника, а через два месяца был назначен инспектором по медицинской части в московских учреждениях императрицы Марии. При этом он оставил профессуру в университете, но сохранил должность главного директора Градской больницы.
В 1853 году ему был пожалован орден Св. Владимира 3-й степени. В последующие годы его труды были отмечены орденами Св. Станислава 1-й степени и Св. Анны 1-й степени. В 1865 году, когда исполнилось пятьдесят лет его службы по медицинскому ведомству, он по Высочайшему повелению был произведен в тайные советники. Незадолго до смерти он был награждён орденом Белого орла.
А. Е. Эвениус состоял еще действительным членом Петербургского общества русских врачей, Московского общества практических врачей, членом-корреспондентом Мюнхенского общества врачей и Германского гидропатического общества.
Умер 9 (21) февраля 1872 года в Москве после продолжительной и тяжелой болезни на 77 году от рождения. Похоронен на Введенском кладбище; могила утрачена.

## Семья
Был женат дважды: первый раз — на Julie-Clementine
Einbrodt (06.01.1810—07.04.1834); второй раз — на Adele-Louise Petrosilius (07.08.1805—29.05.1887).